# Леон Гаррос ищет друга
«Леон Гаррос ищет друга» (фр. Vingt mille lieues sur la terre, дословно — "Двадцать тысяч льё по земле") — советско-французский художественный фильм 1960 года.

## Сюжет
Во время Второй мировой войны француз Леон Гаррос и Борис Ваганов совершают побег из фашистского концлагеря. Через 15 лет ставший журналистом Леон с приятелями приезжает в СССР, чтобы сделать репортаж и между делом найти Бориса. В Москве того не оказывается, и ради встречи с другом Гарросу приходится объехать на автомобиле полстраны…
Иностранцев в пути сопровождает переводчик Николай, который в свою очередь ищет сбежавшую невесту своего брата — Наташу.

## В ролях
- Леон Зитрон — Леон Гаррос, журналист
- Юрий Белов — Николай Савин, переводчик
- Татьяна Самойлова — Наташа, певица
- Жан Рошфор — Фернан
- Жан Гавен[фр.] — Грегуар
- Валентин Зубков — Андрей Савин, полярный лётчик и жених Наташи
- Евгений Буренков — Борис Ваганов
- Людмила Марченко — лифтёрша в гостинице «Украина», очередная пассия Фернана
- Антонина Максимова — председатель колхоза
- Владимир Ивашов — Федя, молодой рабочий в Братске
- Валентина Куценко — Ольга
- Нина Никитина — мать Феди
- Маргарита Жарова — горничная (нет в титрах)
- Алексей Ванин — театрал (нет в титрах)
- Тамара Яренко — Клава, дежурная в гостинице (нет в титрах)
- Зиновий Гердт — голос за кадром

## Съёмочная группа
- Авторы сценария: Леонид Зорин, Сергей Михалков, Семён Клебанов, Мишель Курно[фр.]
- Режиссёр-постановщик: Марчелло Пальеро
- Режиссёр: Исаак Магитон
- Операторы: Георгий Гарибян, Владимир Рапопорт
- Композитор: Хосе Падилья, Никита Богословский
- Художники-постановщики: Пётр Пашкевич, Ной Сендеров

## Съёмки
- Леона Гарроса играет непрофессиональный актёр — тележурналист Леон Зитрон, который родился в 1914 году в России, в Петрограде и в шестилетнем возрасте с родителями уехал во Францию. Позже неоднократно играл сам себя во французских кинофильмах
- Фильм снимался летом 1959 года, и тогда же происходит его действие. В частности, Леон Гаррос с друзьями посещает реально состоявшийся 26 июня 1959 года[1] футбольный матч сборной СССР (в фильме названа «сборной московских клубов») и французского клуба «Реймс», окончившийся для последних проигрышем со счётом 4:1. А во время прогулки по Красной площади на вопрос Леона Гарроса, давно ли ходят люди к Мавзолею, переводчик в исполнении Юрия Белова отвечает: «35 лет» (В. И. Ленин умер в 1924 году).
- Когда французы приезжают в гостиницу и встречаются там с переводчиком, тот говорит Леону Гарросу, что видел его на выставке в Брюсселе. По всей видимости, имелась в виду Всемирная выставка 1958 года, состоявшаяся в бельгийской столице.
- Герои передвигаются на автомобилях марки Simca.
- Съёмки помимо Москвы производились в Сталинграде, Жданове и Братске, которые посещают герои фильма (также маршрут путешествия включает города Ростов-на-Дону, Сталино и Луганск). В использованных кадрах кинохроники показан сбор хлопка в Средней Азии, нефтедобыча на Каспийском море, белые медведи Крайнего Севера и другие неназванные места, которые якобы проехали путешественники от Жданова до Братска.
- В фильме эпизодическую роль самого себя сыграл экс-чемпион мира по шахматам Василий Смыслов (сеанс одновременной игры в Сталинграде).
- Песню «Не улетай» (музыка Никиты Богословского, слова Евгения Аграновича) за кадром исполняет Мария Лукач (в кадре — Татьяна Самойлова).